# ファイティングバギー
ファイティングバギーは、田宮模型（現・タミヤ）が生産していた1/10スケールの電動ラジコンバギー。発売は1982年12月。日本国外では「スーパーチャンプ（Super Champ）」と呼ばれている。
当時のキット価格は19,800円。

## 概要
1979年に発売したバギーチャンプをベースとして、レース用モデルとして改良を加えたモデルである。メインシャーシは特徴的な密閉式メカボックスをやめて、FRP製デッキプレートを新設し防水性のないオープンタイプにしたり、スケール感にとらわれないスパイクタイプのリアタイヤを採用するなどレース用として実戦的な改良がされていた。
しかし、車両重量やシャーシの基本コンポーネンツはバギーチャンプと殆ど変化がなかったうえ、リアサスペンションに複雑なトランスモノショック機構を採用したことで却って重量バランスがリア寄りとなり、標準装備されるタイヤの前後グリップバランスの悪さ、加えてシャーシ剛性の不足(構造上アッパーデッキが固定されておらず実質フラットパン状態であった)も手伝って、性能面では当時の他社製ライバル車に比べてレース用モデルとして差をつけられていた。1983年12月に発売された、より軽量なマイティフロッグに、同社オフロードモデルトップの座を譲っていった。

## メカニズム
- 全長410mm
- 全幅218mm
- 全高166mm
- ホイールベース250mm
- 全備重量 2,100g（コントロール装置、バッテリーを含む）
- シャシ：FRP製フラットパン、セミ･ダブルデッキ構造
- フロントサスペンション：ねじりコイルばね付きダブルトレーリング独立懸架、オイルダンパー搭載
- リヤサスペンション：モノコイルスプリング（プログレッシブレート）付きスイングアーム独立懸架、リザーバータンク付オイルダンパー搭載
- フロントタイヤ／ホイール：中空ラバー、リブパターン
- リアタイヤ／ホイール：中空ラバー、スタッドスパイクパターン
- 駆動方式：2WD、後輪駆動
- モーター：付属マブチ製RS-540Sをアルミ製ミッションブロック最後部に搭載
- ギアレシオ：Hi/Lo2段選択式、Hi6.5:1/Lo9.3:1
- デファレンシャルギア：無し、常時直結、デフロック状態
- 搭載バッテリー（別売り）：タミヤカドニカ7.2V（通称ラクダ型）、6Vも使用可、搭載方向：縦置き
- ボディ：強化樹脂製、前部をピアノ線クリップ、後部はピアノ線クリップ左右2点と板バネによるキャッチ固定式

## 復刻
2014年9月にシャーシ各部を改良された復刻モデルが発売された。